# Rivière Morency
Pour les articles homonymes, voir Morency.
Ne doit pas être confondu avec Rivière Montmorency.
La rivière Morency est un affluent de la rive est de la rivière Chaudière laquelle coule vers le nord pour se déverser sur la rive sud du fleuve Saint-Laurent.
La rivière Morency coule dans les municipalités de Frampton, Saints-Anges et de Vallée-Jonction, dans la municipalité régionale de comté (MRC) de la Nouvelle-Beauce, dans la région administrative de Chaudière-Appalaches, au Québec, au Canada.

## Géographie
Les principaux bassins versants voisins de la rivière Morency sont :
- côté nord : ruisseau Fecteau, rivière chez Binet, rivière Belair ;
- côté est : ruisseau Turcotte, rivière Henderson, rivière Pyke, rivière Etchemin ;
- côté sud : branche de la Petite Montagne, ruisseau des Graines, rivière Pouliot, rivière Calway ;
- côté ouest : rivière Chaudière.

La rivière Morency prend sa source en zone forestière dans le rang 1 Est, sur le versant ouest du mont O'Neil et sur le versant nord de "La Grande Montagne", qui fait partie des monts Notre-Dame, dans la municipalité de Frampton. Cette source est située à l'est du centre du village de Saints-Anges et au sud du centre du village de Frampton.
À partir de sa source, la rivière Morency coule sur 11,0 km répartis selon les segments suivants :
- 1,2 km vers l'ouest, jusqu'à la limite municipale de Saints-Anges ;
- 2,9 km vers le sud-ouest dans la municipalité de Saints-Anges, jusqu'à la route du 4e rang Sud ;
- 2,0 km vers le sud-ouest, jusqu'à la route du 3e rang Sud ;
- 1,8 km vers le sud-ouest, jusqu'à l'autoroute 73 ;
- 3,1 km vers le sud-ouest, en recueillant les eaux du ruisseau Morency (venant du nord-est), en coupant la rue Principale au village de Vallée-Jonction, jusqu'à sa confluence.

La rivière Morency se jette sur la rive est de la rivière Chaudière à côté du pont du chemin de fer, au village de Vallée-Jonction.

## Toponymie
Le toponyme "rivière Morency" évoque la famille de Jacques Beaucher, dit Morency, originaire de Saint-Joseph-de-Beauce. Vers 1850, il s'établit à Sainte-Marie-de-Beauce avec au moins sept de ses fils. Dans un esprit de gens d'affaires, ils achetèrent notamment des moulins à scie et à farine ; certains sont devenus des commerçants et marchands généraux. Lors de son décès, en 1858, Jacques Morency laissait en héritage considéré à l'époque comme l'une des plus grosses fortunes de la Beauce.
Georges Morency, fils du pionnier Jacques Beaucher, posséda plusieurs moulins et a été partie prenante de nombreuses transactions immobilières notamment dans cette partie de la paroisse qui, à la fin du siècle, allait devenir la paroisse de L'Enfant-Jésus et le village de Beauce-Jonction (Vallée-Jonction aujourd'hui).
Variante toponymique de ce cours d'eau : ruisseau Chez Milien.
Le toponyme rivière Morency a été officialisé le 20 novembre 1973 à la Commission de toponymie du Québec.